# Adolf Müller senior

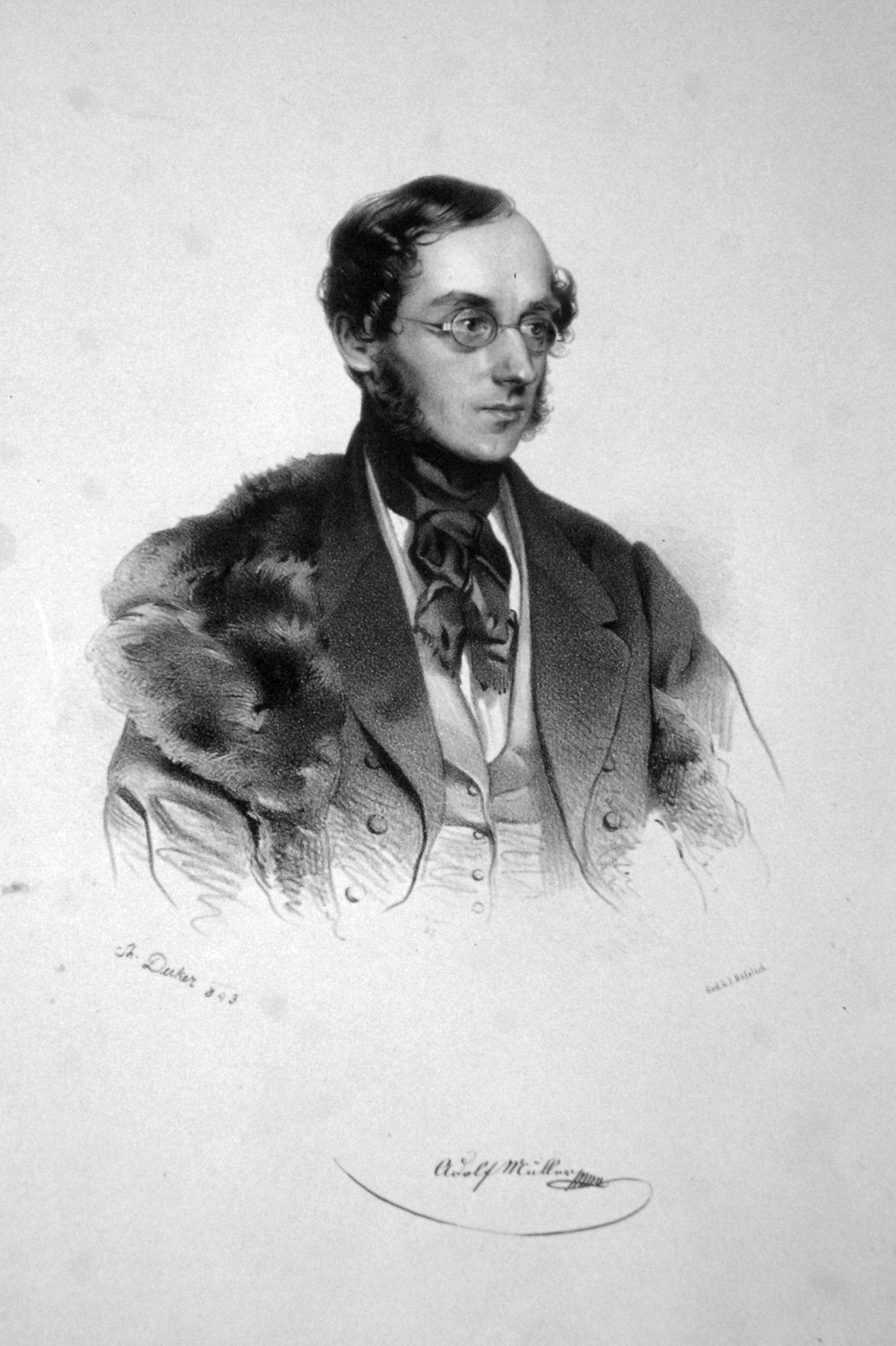
Adolf Müller sen., Lithographie von A. Decker, 1842

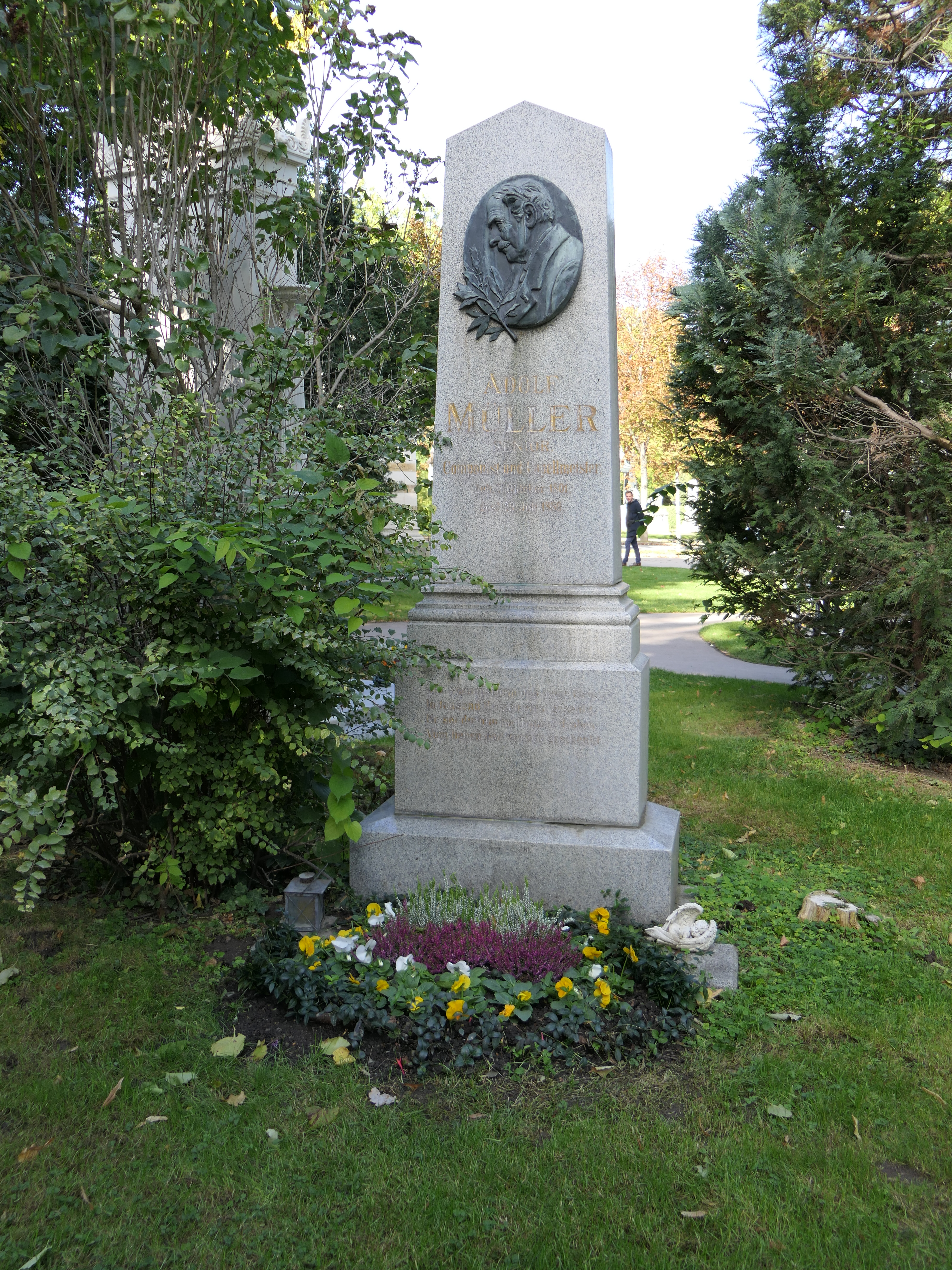
Grab von Adolf Müller

Adolf Müller senior (eigentlich: Matthias Schmid; * 7. Oktober 1801 in Tolna (Ungarn); † 29. Juli 1886 in Wien) war ein österreichisch-ungarischer Schauspieler und Komponist und der Vater von Adolf Müller junior.

## Leben
Müller nahm in Brünn sowohl Schauspiel- als auch Musikunterricht und hatte hiernach Engagements in Prag, Lemberg und Brünn selbst, bevor er 1823 als Schauspieler und Sänger nach Wien ging.
Er arbeitete seit 1825 als Kapellmeister mit wechselnden Schwerpunkten hauptsächlich an den drei Wiener Vorstadttheatern. Von den Theaterkapellmeistern wurde die Komposition von Ouvertüren und Musikeinlagen für Possen, Melodramen, Pantomimen, Ballette erwartet, die im damaligen Unterhaltungsbetrieb in rascher Folge herauskamen. Müller war mit über 650 nachweisbaren Bühnenwerken (deren Partituren zum großen Teil in der Wiener Stadt- und Landesbibliothek erhalten sind) einer der mengenmäßig fruchtbarsten Komponisten des 19. Jahrhunderts. Viele damalige Schlager stammten von ihm, zum Beispiel das Wanderlied Wir wollen in die Stadt marschieren aus Johann Nestroys Posse Lumpazivagabundus (1833), die sich weltweit verbreitete.
Müller komponierte auch zahlreiche eigene Opern oder Operetten. Im Jahr 1833 verfasste er zudem eine Schule für Akkordeon. An die Wiener Operette seit 1860, in der sich sein gleichnamiger Sohn profilierte, konnte er keinen Anschluss mehr finden. Heinrich IV. (1865), eine Jacques Offenbach nachempfundene Operette, hatte keinen Erfolg. Als 70-Jähriger wurde er jedoch noch um Bühnenmusik zu den Volksstücken von Ludwig Anzengruber gebeten und zeigte dort eine beachtliche Anpassungsfähigkeit an den gewandelten musikalischen Geschmack.
Stilistisch erinnert Müllers Musik manchmal an Beethoven und manchmal an Johann Strauss (Vater). In seinen Kompositionen überwiegen Tanzformen und liedhafte Vokalmusik. Er prägte das Wiener Couplet. Seine Bühnenlieder haben nicht mehr die biedermeierliche Intimität von Schuberts Liedern und noch nicht das Mondäne der Operettenschlager von Johann Strauss (Sohn).
Müller war ein Komponist, der dem Ideal der „großen Autorenpersönlichkeit“ nicht entsprach, das für die Geistesgeschichte seit Ende des 19. Jahrhunderts bestimmend wurde. Hervorstechende Originalität war ihm schon von den Arbeitsumständen her nicht möglich und wurde auch nicht von ihm verlangt. Seine ungeheure Produktivität und Popularität machte ihn dennoch zu einer bedeutenden Gestalt im Musikleben Wiens. Sein Ehrengrab befindet sich auf dem Wiener Zentralfriedhof (Gruppe 32 A, Nummer 11).